# Flugplatz Helgoland
 Flugplatz Helgoland (på tysk også benævnt Flughafen Helgoland eller Flugplatz Helgoland-Düne; på dansk Helgoland lufthavn og på engelsk Heligoland Airport; IATA: HGL, ICAO: EDXH), er en regional lufthavn på Dynen, 1 km øst for Helgoland, Kreis Pinneberg, i delstaten Slesvig-Holsten, Tyskland.

## Historie
Lufthavnen blev etableret af Luftwaffe i 1942 under 2. verdenskrig. På dette tidspunkt var hele Helgoland blevet omdannet til et fæstningsværk ude i Nordsøen. Den havde dog visse mangler i at være en fuldt operationsdygtig militærlufthavn, men den længste landingsbane var på det tidspunkt på imponerende 1100 meter. De Allierede ødelagde lufthavnen totalt under adskillige bombardementer.
Det var først 20 år senere i 1962 man igen byggede lufthavnen op. Klitterne og landskabet havde ændret sig, og man måtte anlægge den anderledes end forgængeren fra 1942.
27. maj 1972 styrtede et Twin Otter fly ned lige efter starten, og 8 ud 13 passagerer mistede livet ved ulykken. Året efter havde en stor fan af Helgoland, fået lov til at lavet noget specielt på stedet. Det var en luftkaptajn fra Lufthansa der skulle ud på hans sidste tur, inden han skulle pensioneres. Så han fik tilladelse til at lave en Touch & Go med et stort Boeing 737 fly. Dette er det største fly der nogensinde har rørt landingsbanen, selvom det kun var få sekunder.
I efteråret 2005 startede man med at udvide den vigtigste bane fra 400 til 480 meter, og den 6. maj 2006 kunne man indvi den forlængede bane.

## Selskaber
Ostfriesische Lufttransport havde i september 2009 daglige afgange til Flughafen Cuxhaven/Nordholz, Flughafen Bremerhaven og Flugplatz Heide-Büsum. Disse lufthavne kan alle nåes med en flyvetid på 20-25 minutter. Air Hamburg flyver også til øen flere gange om ugen.